# Grand Prix Velké Británie 1965
Grand Prix Velké Británie 1965 (oficiálně XVIII RAC British Grand Prix) se jela na okruhu Silverstone v Silverstonu ve Velké Británii dne 10. července 1965. Závod byl pátým v pořadí v sezóně 1965 šampionátu Formule 1.

## Kvalifikace
| Poř. | No. | Jezdec          | Konstruktér    | Čas    | Ztráta |
| ---- | --- | --------------- | -------------- | ------ | ------ |
| 1    | 5   | Jim Clark       | Lotus-Climax   | 1:30.8 | —      |
| 2    | 3   | Graham Hill     | BRM            | 1:31.0 | +0.2   |
| 3    | 11  | Richie Ginther  | Honda          | 1:31.3 | +0.5   |
| 4    | 4   | Jackie Stewart  | BRM            | 1:31.3 | +0.5   |
| 5    | 1   | John Surtees    | Ferrari        | 1:31.3 | +0.5   |
| 6    | 6   | Mike Spence     | Lotus-Climax   | 1:31.7 | +0.9   |
| 7    | 8   | Dan Gurney      | Brabham-Climax | 1:31.9 | +1.1   |
| 8    | 7   | Jack Brabham    | Brabham-Climax | 1:32.5 | +1.7   |
| 9    | 2   | Lorenzo Bandini | Ferrari        | 1:32.7 | +1.9   |
| 10   | 14  | Denny Hulme     | Brabham-Climax | 1:32.7 | +1.9   |
| 11   | 9   | Bruce McLaren   | Cooper-Climax  | 1:32.8 | +2.0   |
| 12   | 10  | Jochen Rindt    | Cooper-Climax  | 1:32.9 | +2.1   |
| 13   | 17  | Frank Gardner   | Brabham-BRM    | 1:33.4 | +2.6   |
| 14   | 15  | Jo Bonnier      | Brabham-Climax | 1:33.5 | +2.7   |
| 15   | 23  | Innes Ireland   | Lotus-BRM      | 1:33.6 | +2.8   |
| 16   | 22  | Richard Attwood | Lotus-BRM      | 1:33.8 | +3.0   |
| 17   | 18  | Bob Anderson    | Brabham-Climax | 1:34.1 | +3.3   |
| 18   | 16  | Jo Siffert      | Brabham-BRM    | 1:34.2 | +3.4   |
| 19   | 24  | Chris Amon      | Brabham-BRM    | 1:35.3 | +4.5   |
| 20   | 12  | Masten Gregory  | BRM            | 1:35.9 | +5.1   |
| 21   | 24  | Ian Raby        | Brabham-BRM    | 1:36.0 | +5.2   |
| 22   | 25  | Alan Rollinson  | Cooper-Ford    | 1:39.0 | +8.2   |
| 23   | 20  | John Rhodes     | Cooper-Climax  | 1:39.4 | +8.6   |
| DNQ  | 26  | Brian Gubby     | Lotus-Climax   | 1:45.1 | +14.3  |

## Závod
| Poř.   | No. | Jezdec          | Konstruktér    | Počet kol | Čas/Odstoupení   | Pořadí na startu | Body |
| ------ | --- | --------------- | -------------- | --------- | ---------------- | ---------------- | ---- |
| 1      | 5   | Jim Clark       | Lotus-Climax   | 80        | 2:05:25.4        | 1                | 9    |
| 2      | 3   | Graham Hill     | BRM            | 80        | +3.2             | 2                | 6    |
| 3      | 1   | John Surtees    | Ferrari        | 80        | +27.6            | 5                | 4    |
| 4      | 6   | Mike Spence     | Lotus-Climax   | 80        | +39.6            | 6                | 3    |
| 5      | 4   | Jackie Stewart  | BRM            | 80        | +1:14.6          | 4                | 2    |
| 6      | 7   | Dan Gurney      | Brabham-Climax | 79        | +1 kolo          | 7                | 1    |
| 7      | 15  | Jo Bonnier      | Brabham-Climax | 79        | +1 kolo          | 14               |      |
| 8      | 17  | Frank Gardner   | Brabham-BRM    | 78        | +2 kola          | 13               |      |
| 9      | 16  | Jo Siffert      | Brabham-BRM    | 78        | +2 kola          | 18               |      |
| 10     | 9   | Bruce McLaren   | Cooper-Climax  | 77        | +3 kola          | 11               |      |
| 11     | 24  | Ian Raby        | Brabham-BRM    | 73        | +7 kol           | 20               |      |
| 12     | 12  | Masten Gregory  | BRM            | 70        | +10 kol          | 19               |      |
| 13     | 22  | Richard Attwood | Lotus-BRM      | 63        | +17 kol          | 16               |      |
| 14     | 10  | Jochen Rindt    | Cooper-Climax  | 62        | Motor            | 12               |      |
| Ret    | 23  | Innes Ireland   | Lotus-BRM      | 41        | Motor            | 15               |      |
| Ret    | 20  | John Rhodes     | Cooper-Climax  | 38        | Zapalování       | 21               |      |
| Ret    | 18  | Bob Anderson    | Brabham-Climax | 33        | Převodovka       | 17               |      |
| Ret    | 14  | Denny Hulme     | Brabham-Climax | 29        | Alternátor       | 10               |      |
| Ret    | 11  | Richie Ginther  | Honda          | 26        | Vstřikování      | 3                |      |
| Ret    | 2   | Lorenzo Bandini | Ferrari        | 2         | Motor            | 9                |      |
| DNS    | 7   | Jack Brabham    | Brabham-Climax | 0         | Vůz řídil Gurney | 8                |      |
| DNS    | 24  | Chris Amon      | Brabham-BRM    |           | Vůz řídil Raby   |                  |      |
| DNS    | 25  | Alan Rollinson  | Cooper-Ford    |           | Nestartoval      |                  |      |
| DNQ    | 26  | Brian Gubby     | Lotus-Climax   |           |                  |                  |      |
| Zdroj: |     |                 |                |           |                  |                  |      |

## Průběžné pořadí po závodě
Pohár jezdců
|        | Pořadí | Jezdec         | Body |
| ------ | ------ | -------------- | ---- |
|        | 1      | Jim Clark      | 36   |
|        | 2      | Graham Hill    | 23   |
|        | 3      | Jackie Stewart | 19   |
|        | 4      | John Surtees   | 17   |
|        | 5      | Bruce McLaren  | 8    |
| Zdroj: |        |                |      |

Pohár konstruktérů
|        | Pořadí | Konstruktér    | Body |
| ------ | ------ | -------------- | ---- |
|        | 1      | Lotus-Climax   | 36   |
|        | 2      | BRM            | 31   |
|        | 3      | Ferrari        | 20   |
|        | 4      | Cooper-Climax  | 8    |
|        | 5      | Brabham-Climax | 7    |
| Zdroj: |        |                |      |